# Harada Takeo
Takeo Harada (sinh ngày 2 tháng 10 năm 1971) là một cầu thủ bóng đá người Nhật Bản.

## Sự nghiệp câu lạc bộ
Takeo Harada đã từng chơi cho Yokohama Flügels, Cerezo Osaka, Kawasaki Frontale, Oita Trinita, Avispa Fukuoka và V-Varen Nagasaki.